# Maria Hörnelius
Ingrid Maria Hörnelius, född Persson den 22 maj 1939 i Sundsvall, död 7 oktober 2023 i Göteborg, var en svensk skådespelare, regissör och musiker.

## Biografi
Hörnelius arbetade först på ett äldreboende i Sundsvall innan hon flyttade till Göteborg. Hon kom in på Göteborgs Stadsteaters elevskola 1961 och blev premiärelev där 1963. Mellan 1964 och 1976 var hon engagerad vid Göteborgs Stadsteater och 1978–1981 var hon konstnärlig ledare för Västmanlands länsteater. 1981 engagerades hon som skådespelare och konstnärlig ledare vid Angereds teater, där hon förblev till pensioneringen 1998. Hon drev även Epidemiska teatern under ett år däremellan.
Hon medverkade bland annat i Margareta Garpes och Suzanne Ostens teaterpjäs Jösses flickor (1974) innan hon skivdebuterade vid 37 års ålder, med den på Proletärkultur utgivna skivan Det finns inget mörker. Hon spelade även in en låt tillsammans med Knutna Nävar på skivan Hör maskinernas sång. Låten heter "Den trojanska hästen" och handlar om socialdemokratin.
Hörnelius samarbetade under många år med Kent Andersson i olika teaterprojekt. Hon spelade 1983 in LP:n Skitiga barn : Maria Hörnelius sjunger Kent Andersson. Efter dennes död redigerade hon, tillsammans med Mats Kjelbye, boken Kent Andersson. Visor, dikter, ballader och två år senare medverkade hon på cd:n En sång för Kent : Anderssons visor framförda av Maria Hörnelius, Bernt Andersson & Kjell Jansson. 
År 1988 mottog hon Svenska Akademiens Carl Åkermarks stipendium. Hon var gift med skådespelaren Bo Hörnelius fram till dennes död i september 2020. Makarna är gravsatta i minneslunden på Kvibergs kyrkogård i Göteborg.

## Filmografi
- 1966 – Blå gatan (TV-serie)
- 1968 – Den gyllene porten
- 1972 – Dela lika (TV-serie)
- 1974 – Lasse liten
- 1976 – Det löser sig
- 1979 – Stortjuven
- 1981 – Sista budet
- 1984 – Tryggare kan ingen vara ... (TV-serie)
- 1989 – Sparvöga (TV-serie)
- 1990 – Kurt Olsson – filmen om mitt liv som mig själv
- 1993 – Konsulten
- 1996 – Polisen och pyromanen (TV-serie)
- 1999 – Noll tolerans
- 2000 – Sjätte dagen (TV-serie)
- 2001 – Anderssons älskarinna (TV-serie)
- 2001 – Livvakterna
- 2003 – De drabbade (TV-serie)
- 2003 – Den tredje vågen
- 2003 – Solbacken: Avd. E (TV-serie)
- 2006 – När mörkret faller
- 2007 – Andra Avenyn (TV-serie)
- 2007 – Levande föda (TV-serie)
- 2007 – Var ska jag ligga sen?
- 2008 – Selma (TV-serie)
- 2009 – Johan Falk: De fredlösa
- 2009 – Johan Falk: GSI
- 2011 – Gynekologen i Askim (TV-serie)
- 2015 – Johan Falk: Lockdown
- 2015 – Johan Falk: Slutet

## Teater

### Roller (ej komplett)
| År   | Roll          | Produktion                                           | Regi            | Teater               |
| ---- | ------------- | ---------------------------------------------------- | --------------- | -------------------- |
| 1991 | Tant Cervieng | Den perfekta kyssen Staffan Göthe                    | Åsa Melldahl    | Angereds teater      |
| 1997 |               | Min syster Antigone Peter Wanselius och Leif Persson | Peter Wanselius | Atelierteatern       |
| 2002 | Nille         | Jeppe på berget (Jeppe paa Bierget) Ludvig Holberg   | Ivo Cramér      | Gunnebo slottsteater |

### Regi
| År   | Produktion                     | Upphovsmän   | Teater                      |
| ---- | ------------------------------ | ------------ | --------------------------- |
| 1988 | Husets herre Мещане, Meshchane | Maxim Gorkij | Teaterhögskolan i Stockholm |

## Diskografi
- 1976 – Det finns inget mörker : mörker är stulet ljus
- 1983 – Skitiga barn : Maria Hörnelius sjunger Kent Andersson
- 2008 – En sång för Kent : Anderssons visor framförda av Maria Hörnelius, Bernt Andersson & Kjell Jansson